# Röhrennasen
Die Röhrennasen (Procellariiformes) sind eine Ordnung meist langflügliger, kurzschwänziger Meeresvögel. Sie sind ausgesprochene Hochseevögel, die meistens nur zum Brüten das Land aufsuchen. Ihre Verbreitung umfasst alle Meere und Ozeane aller Klimazonen. Bekannte Vertreter der Röhrennasen sind die Albatrosse und die Sturmvögel.

## Merkmale
Benannt sind die Röhrennasen nach ihrem eigentümlichen Schnabel, der aus mehreren schmalen, längs verlaufenden Hornstücken zusammengesetzt ist. Auf dem Schnabel sitzen zwei Röhren auf, die dazu dienen, das Salz aus dem beim Trinken aufgenommenen Meerwasser auszuscheiden.

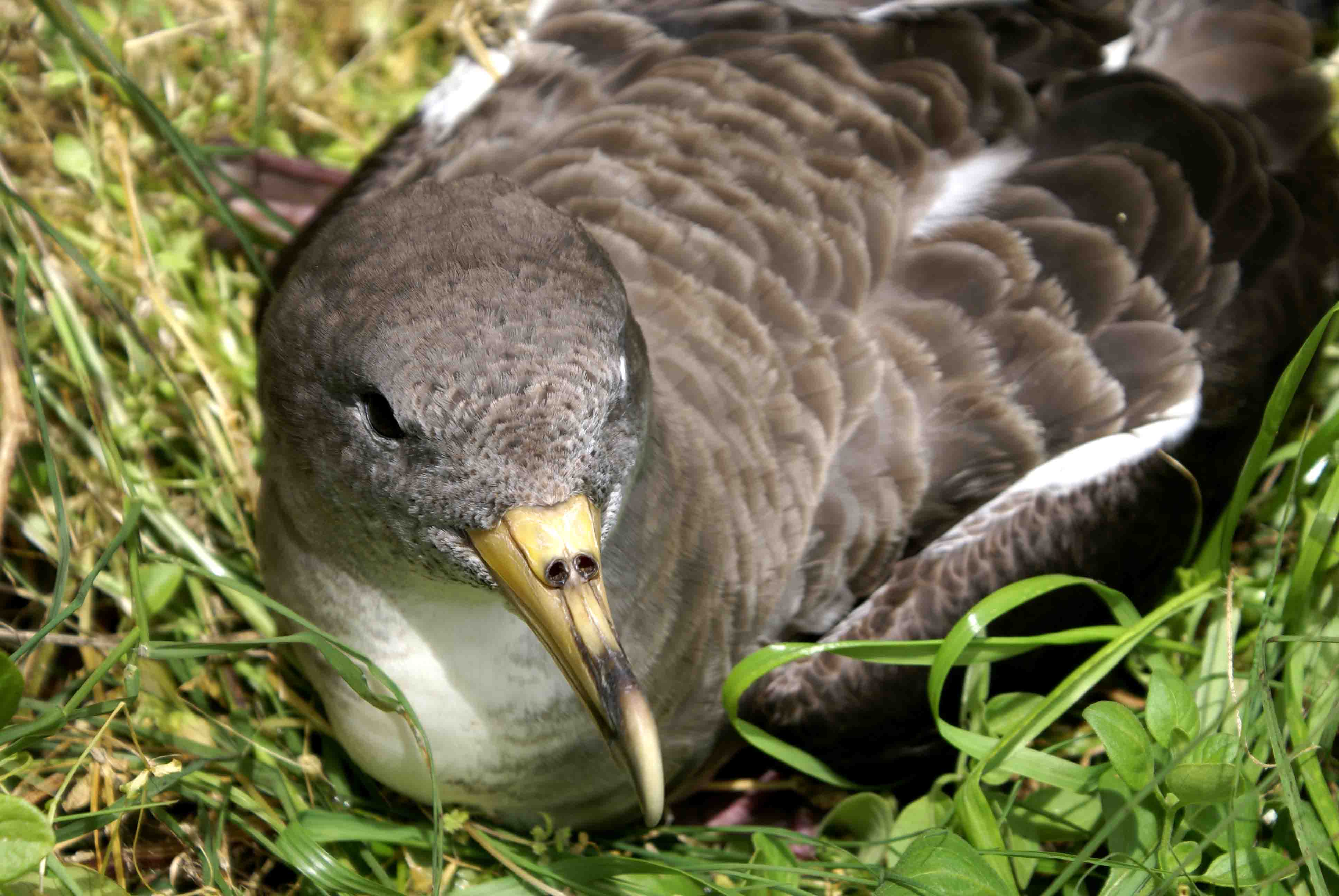
Der ungewöhnliche Schnabel mit den zwei oben aufliegenden Röhren, wie hier bei einem Corysturmtaucher (Calonectris borealis) zu sehen, ist das namensgebende Merkmal der Röhrennasen.

Typisch für Röhrennasen ist außerdem, dass bei ihnen sowohl der Hals als auch der Schwanz und die Beine kurz sind. Die vorderen drei Zehen sind durch Schwimmhäute miteinander verbunden. Viele der zu den Röhrennasen zählenden Arten haben außerdem lange, schmale Flügel. Zu den bekanntesten Arten zählt der Wanderalbatros, der mit einer Spannweite von über drei Metern die größte Flügelspannweite aller Seevögel aufweist.
Röhrennasen sind ausgezeichnet an langes, andauerndes Fliegen angepasst. Sie sind in der Lage, sehr weite Entfernungen zu überwinden und überstehen starke Stürme. Große Arten wie die Albatrosse segeln überwiegend und nutzen dabei auch die Aufwinde über den Wellen. Die ebenfalls zu den Röhrennasen zählenden Sturmschwalben und Wellenläufer dagegen fliegen abwechselnd in einem Flatter- und Gleitflug.
Im Proventriculus (Drüsenmagen) vieler Arten findet sich ein sezerniertes Öl, das der Energiespeicherung und zum Füttern der Jungvögel dient und als stark riechendes Sekret Angreifern meterweit entgegenspritzt werden kann.

## Verhalten
Alle Röhrennasen neigen mehr oder weniger zur Kolonienbildung. Bei einigen Arten wie dem Nördlichen Riesensturmvogel gibt es nur lockere Assoziationen weniger Brutpaare, die nahe beieinander brüten. Viele andere bilden aber große bis gewaltige Kolonien, die zum Beispiel beim Kappensturmtaucher jeweils über zwei Millionen Paare umfassen können. Die Kolonien befinden sich meist auf Felseninseln oder an Steilküsten, wo die Nester vor räuberischen Säugetieren sicher sind; dass solche Orte nicht im Überfluss zur Verfügung stehen, mag die evolutionäre Entwicklung des Koloniebrütens begünstigt haben.
Vor allem die großen Vertreter wie Albatrosse und Riesensturmvögel nisten auf einem freiliegenden Platz, während viele kleinere Arten Gänge in das Erdreich graben. Hierdurch werden Ei und Vogel gewärmt, das Ei läuft nicht Gefahr wegzurollen, und vor allem nimmt die Bedrohung eines Angriffs durch Raubmöwen oder andere Feinde ab. In Bauen nistende Röhrennasen sind fast immer nachtaktiv, offen nistende mit wenigen Ausnahmen tagaktiv.
Ein komplexes Balzritual kennt man von den Albatrossen, während die Balz in den anderen Familien meistens wenig spektakulär abläuft und sich bei den nachtaktiven Arten ganz auf Lautäußerungen beschränkt und keine sichtbaren Gesten beinhaltet. Für gewöhnlich kommt es zu einer Brut je Jahr, bei den wenigen tropischen Arten auch zu mehr Bruten; viele Albatrosse brüten nur alle zwei Jahre. Röhrennasen sind monogam, versuchen also, eine Paarung mit dem Partner der vorherigen Brut durchzuführen. Auch der Nistplatz ist bevorzugt derselbe wie im Vorjahr. Allerdings verlieren manche Paare ihre bevorzugten Nistplätze an Rivalen, was zu Kämpfen führen kann. In diesen kann es vorkommen, dass ein schwächerer Vogel an den Rand der Kolonie gedrängt wird oder dass ein Vogel einer eigentlich in Bauen nistenden Art mangels Platz gezwungen ist, sein Ei im Freien zu legen.
Alle Röhrennasen legen nur ein Ei. Der schlüpfende Jungvogel trägt bereits ein Daunenkleid und ist bis zu einem gewissen Grad beweglich, wächst aber extrem langsam. Bis eine junge Röhrennase das Nest verlässt, können zwei bis neun Monate vergehen. In der ersten Phase der Aufzucht bleibt einer der Elternvögel permanent bei dem Jungen und birgt es unter oder dicht bei seinem Körper. Erreicht es eine gewisse Größe, suchen auch beide Elternvögel gleichzeitig nach Nahrung für sich und ihr Junges. Das Füttern geht bei allen Arten vonstatten, indem der Altvogel den Schnabel des Jungen im rechten Winkel umfasst; dann würgt er Magenöl oder Nahrung hervor, die vom Jungvogel aufgenommen wird. Die Nahrung besteht vor allem aus Fischen, Kopffüßern und Krebstieren. Jungvögel werden häufig mit einem nährstoffreichen Magenöl gefüttert, das nach der Verdauung der Nahrung im Magen der Elterntiere zurückgehalten und über längere Zeit mitgeführt werden kann.

## Fossilgeschichte
Das älteste fossile Lebewesen, das manchmal in die Nähe der Röhrennasen gestellt wird, ist Tytthostonyx glauconiticus aus der späten Kreide; dieser ist allerdings nur durch einen Humerus bekannt, der auch Ähnlichkeiten mit den Ruderfüßern aufweist. Dass dieser spärliche Fund einem frühen Vertreter der Röhrennasen gehört, wird durch die molekulare Uhr noch unwahrscheinlicher, die den vermutlichen Ursprung der Röhrennasen ins Eozän legt.
Aus dem Oligozän sind die frühesten sicher bestimmbaren Vertreter der Röhrennasen bekannt. Die Gattungen Rupelornis und Diomedeoides könnten frühe Albatrosse gewesen sein, eher aber ähnliche Tiere einer eigenen Familie Diomedeoididae.
Vertreter der echten Albatrosse, der Sturmschwalben und der Sturmvögel sind seit dem Miozän belegt. Hierzu gehören die ausgestorbene Albatrosgattung Plotornis sowie Vertreter der rezenten Gattungen Diomedea, Oceanodroma und Fulmarus. Die Tauchsturmvögel tauchen fossil erstmals im Pliozän auf.

## Systematik

### Äußere Systematik
Die äußeren Ähnlichkeiten von Röhrennasen mit Seevögeln aus der Ordnung der Regenpfeiferartigen – wie Möwen und Alkenvögeln – sind durch konvergente Evolution, nicht durch engere Verwandtschaft begründet. Schon morphologische Analysen kamen zum Schluss, dass vielmehr die Pinguine und die Röhrennasen auf einen gemeinsamen Vorfahren zurückgehen; bei beiden gibt es Schwimmhäute, zwei aufeinanderfolgende Daunenkleider, zwei Halsschlagadern sowie einen ähnlichen Bau des Nasenbeins und des Gaumens. Diese vermutete Verwandtschaft wurde 1990 in DNA-Analysen bekräftigt.

### Innere Systematik
Man unterscheidet vier Familien:
- Albatrosse (Diomedeidae)
- Wellenläufer (Hydrobatidae)
- Sturmschwalben (Oceanitidae)
- Sturmvögel (Procellariidae)